# 바슌드하라 킹스

바슌드하라 킹스는 방글라데시의 축구단이다. 현재 방글라데시 프리미어리그에 참가하고 있다.

## 우승
- 방글라데시 프리미어리그: 2018-19, 2021, 2022, 2022/23, 2023/24
- 방글라데시 챔피언십 리그: 2017
- 방글라데시 페더레이션컵: 2019–20, 2020–21
- 방글라데시 인디펜던스컵: 2018-19

## 선수 명단

### 현역
참고: FIFA 자격 규정에 따라 소속된 국가대표팀 국기를 표시합니다. 선수는 복수의 FIFA 비회원국 국적을 가지고 있을 수 있습니다.
| 번호 | 포지션 | 국적       | 이름            |
| ---- | ------ | ---------- | --------------- |
| 8    | MF     |            | 미구엘 피게이라 |
| 40   | DF     | 방글라데시 | 타리크 카지     |

| 번호 | 포지션 | 국적 | 이름       |
| ---- | ------ | ---- | ---------- |
| 95   | MF     |      | 페르난데스 |

## 역대 감독
| 감독          | 임기   |
| ------------- | ------ |
| 발레리우 티타 | 2024 ~ |

틀:바슌드하라 킹스 선수 명단